# گوست‌بی‌اس‌دی
گوست‌بی‌اس‌دی (به انگلیسی: GhostBSD) یک سیستم‌عامل شبه‌یونیکس مبتنی بر فری‌بی‌اس‌دی است. گوست‌بی‌اس‌دی یک دیسک زنده با قابلیت نصب بر روی دیسک سخت است و به صورت پیش‌فرض از میزکار MATE که مبتنی بر گنوم نسخه 2 است استفاده می‌کند.

## تاریخچه
- نسخه ۱٫۰ در مارس ۲۰۱۰ منتشر شد، این نسخه بر اساس FreeBSD 8.۲ بود و از میزکار گنوم نسخه ۲٫۲۸ است.
- نسخه ۱٫۵ بر اساس FreeBSD 8.۱ بود و از میزکار گنوم نسخه ۲٫۳۰ استفاده می‌کرد.